# Meranoplus dichrous
Meranoplus dichrous é uma espécie de formiga do gênero Meranoplus, pertencente à subfamília Myrmicinae.